# فرودگاه اسنپ لیک
فرودگاه اسنپ لیک (به انگلیسی: Snap Lake Airport) یک فرودگاه خصوصی است که یک باند فرود شن دارد و طول باند آن ۱٬۶۱۰ متر است. این فرودگاه در کشور کانادا قرار دارد و در ارتفاع ۴۶۵ متری از سطح دریا واقع شده است.

## شرکت‌های هواپیمایی و مقصدهای پروازی
| شرکت‌های هواپیمایی | مقصدهای پروازی |
| ----------------- | -------------- |
| First Air         | چارتر: یلونایف |